# Armand Thiéry
Armand-Auguste-Ferdinand Thiéry (Gand, 6 agosto 1868 – Lovanio, 12 gennaio 1955) è stato un filosofo e psicologo belga.
Nel 1980 l'ente nazionale per la memoria della Shoah lo dichiarò giusto fra le nazioni per aver nascosto l'ebrea Grounia Schicharewitsch dai nazisti durante la seconda guerra mondiale.

## Biografia
Figlio di Jean-Nicolas Thiéry (1818-1882) e di Adèle-Louise Wiame (1831-1911), entrò nell'ottobre 1886 all'Università Cattolica di Lovanio per studiarvi giurisprudenza e scienze fisiche e matematiche, in cui si laureò rispettivamente nel 1890 e nel 1891.
Si avvicinò alla filosofia frequentando il corso libero di filosofia tomistica tenuto da Désiré-Joseph Mercier; quest'ultimo lo spinse a recarsi nel 1892 all'Università di Bonn e, nel 1893, si trasferì all'Università di Lipsia per perfezionarsi in psicologia sperimentale, sotto la supervisione di Wilhelm Wundt e partecipando alle lezioni di Oswald Külpe.
Nel frattempo Mercier aveva fondato l'Istituto superiore di filosofia, all'interno del quale istituì le cattedre per i suoi quattro allievi: Désiré Nys, Maurice De Wulf, Thiéry e Simon Deploige. Nel 1894 Thiéry fu così nominato professore straordinario di psicologia fisiologica, per la quale gli venne concesso l'apertura di un laboratorio, in cui lavorò il suo principale allievo Albert Michotte.
Nel 1895 conseguì il dottorato in psicologia sperimentale a Lipsia, divenne membro della Società filosofica di Lovanio ed entrò nel seminario di Leone XIII, dove cominciò gli studi di teologia: il trentuno dicembre 1896 fu ordinato sacerdote. Nel febbraio 1897 compì un viaggio a Roma, venendo ricevuto in una udienza personale da papa Leone XIII.
Nominato professore ordinario nel 1899, si segnalò come esponente di spicco del neotomismo, tanto da ottenere nel 1900 il dottorato honoris causa dell'Istituto superiore di filosofia dell'Università di Lovanio. Nel 1901 Mercier lo volle come canonico nell'arcidiocesi di Malines-Bruxelles e nel 1902 Thiéry cominciò a tenere un corso sulla spiegazione del commento di San Tommaso dell'Anima di Aristotele.
Con il pensionamento avvenuto nel 1933, nel 1939 fu nominato professore emerito.
Assai devoto a Maria, negli ultimi anni di vita si dedicò al misticismo cristiano.